# 和田地区
和田地区（維吾爾語：خوتەن ۋىلايىتى‎，拉丁维文：Xoten Wilayiti），旧称和阗地区，1959年改称和田地区，是中华人民共和国新疆维吾尔自治区下辖的地区，位于新疆西南部。和田地区位于新疆维吾尔自治区最南端。南枕昆仑山和喀喇昆仑山，北部深入塔克拉玛干大沙漠腹地。东与巴音郭楞蒙古自治州的且末县相接，西连喀什地区的叶城、麦盖提、巴楚县，北与阿克苏地区的沙雅、阿瓦提县接壤，南邻西藏自治区；西南与印度、巴基斯坦在克什米尔的实际控制区毗邻，东西长约670公里，南北宽约600公里，边界线264公里。总面积24.78万平方公里，地区行政公署驻和田市塔乃依北路3号。和田地區天然资源丰富，以出產和田玉聞名於世。农业亦对和田的经济相当重要，主要农产品有蔬菜及穀物。

## 地名由来
古代和田稱為「于闐」（üdün），為一綠洲城邦，是絲路西域南道（漠南道）上的要衝。「于闐」是西方古藏語中「玉城」、「玉村」之意，因為該地產玉，成為該處居民的名稱。
玄奘法師翻譯的梵語文獻中稱其為「瞿薩旦那」，原音為Gaustana、Godana或Godaniya，意為「牛地」或「大地乳房」。這個稱呼可能對藏語產生影響，因而轉音為于闐。藏語至今仍有Gosthana這一稱呼 。此城還有一古代突厥語別名「伊里斉」。
「于闐」在中古漢語中音轉為「和闐」（Hotan、Khotan、Hetian或Hotien），維吾爾語沿用，也將此名稱用作「產玉處」之意。

## 歷史

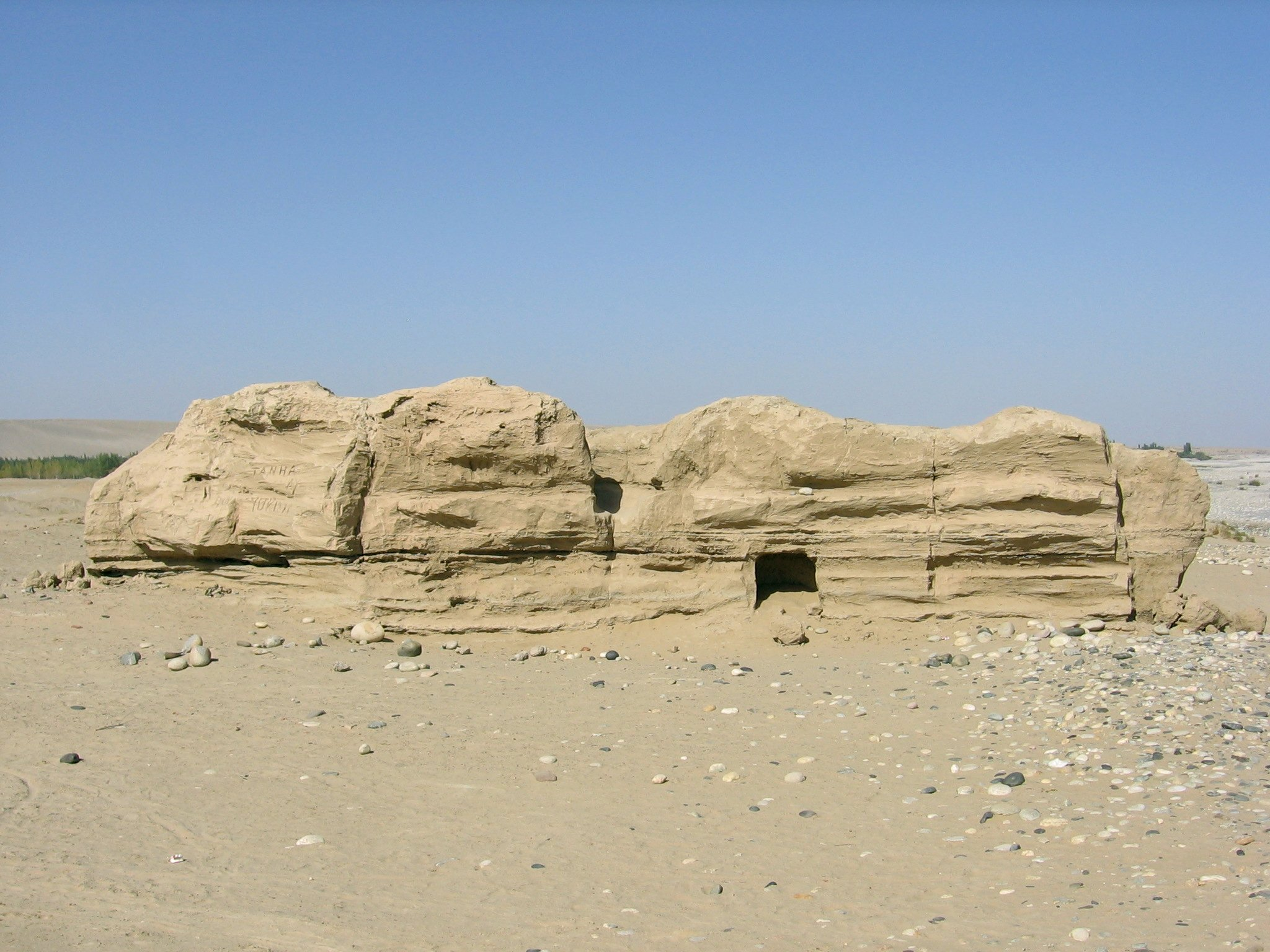
买力克阿瓦提古城

吐火羅人在2000多年前就生活在這個地區。。古代于闐王國是世界上最早的佛教國家之一，也是佛教文化和學問從印度傳入中國的文化橋樑。西元前60年（神爵二年），西漢朝廷設西域都護府，作為與皮山、于闐、扞罙、渠勒、精絕、戎盧等國的接口。公元2年（元寿元年），冊封諸國國王，將佐按漢制封官授印，並在精絕設立「禾府」。
57年後，于闐國勢興盛，鄰近諸國盡皆服從。73年，于闐被東漢班超攻打後從屬於東漢，但在東漢勢力衰弱、退出西域後再度自立。三世紀時，于闐與鄯善、疏勒、龜茲、焉耆並列塔里木盆地的五大國，西晋封給五國國王侍中、大都尉、奉晋大侯等稱號。四世紀後，于闐從屬於前涼、前秦等政權，曾遭到吐谷渾、嚈噠等游牧民族的襲擊。從五世紀到十世紀，于闐王國的語言是塞語（Saka、Sakan），可能是健馱邏語的後裔，當時于闐的居民塞迦人可能是印歐語族的高加索人種。于闐作為東西方貿易樞紐，接受了伊朗和印度等各地區的文化。祆教在于闐王國盛行時，也建立了許多佛教寺廟。于闐王國由毗奢耶家族（Vijaya, Visa）統治，這一家族在唐代的漢姓為「尉遲」。
七世紀初的于闐處於西突厥的支配之下，之後唐帝國西征打擊西突厥，648年，于闐與疏勒、龜茲、焉耆併入唐朝影響下的「安西四鎮」。675年（上元二年），為了抵擋吐蕃的攻擊，唐在軍事地位重要的于闐設立毗沙都督府，但790年安西大都護府與北庭大都護府都被吐蕃征服，于闐也進入吐蕃支配之下。吐蕃撤退後，李氏家族在于闐建立獨立政權，国王李圣天被後晉冊封为「大宝于阗国国王」。
10世紀，于闐開始與中亞的伊斯蘭國家喀喇汗國進行鬥爭。于闐的統治者們意識到他們所面臨的威脅，因為他們安排莫高窟與他們一起描繪了越來越多的神像。在 10 世紀中葉，于闐受到喀喇汗王朝統治者穆薩的攻擊，在塔里木盆地突厥化和伊斯蘭化的關鍵時刻，喀喇汗王朝領導人優素福·卡迪爾汗在1006年左右征服了于闐。在喀喇汗國的統治下，于闐被伊斯蘭化，伊朗-印度文化消失了。而且由於主要貿易路線的變化，伊斯蘭化後的于闐由國際貿易淡出，轉變為地方性的貿易地。
1041年，喀喇汗國分裂成東西兩部，喀什噶爾的東喀喇汗國（哈侖系）領有和闐。元代忽必烈治世時，于闐改名為斡端或五端城，並設立斡端宣慰使元帅府，由蒙古帝國王族統治。馬可波羅在《馬可波羅遊記》中記載斡端是農業和紡織業繁榮的城市，他寫道：“這是別失八里行省的一部分，居民都崇拜穆罕默德。它有許多城市和城鎮，其中最富麗堂皇，和省會一樣。生活資料充足，棉花在這裡盛產。葡萄園、莊園和果園很多。人民以貿易和工業為生，他們一點也不好戰”。
1755年，清帝國擊潰準噶爾汗國，1759年（乾隆二十四年）於和阗设置和阗办事大臣，受叶尔羌办事大臣节制，徹底清剿白山派。清朝治下的和闐部署有少量官兵，作為地方治理的根據地之一。從十八世紀到十九世紀，和闐人口逐步増加，居民區擴展到古城牆外。1828年，為了防禦，在舊城附近新建了新城。
- 光绪九年（1883年），置和阗直隶州，驻喀拉喀什（今墨玉县城）。
- 光绪二十八年（1902年），设皮山县；分和阗县东境23庄与于阗县西境15庄设洛浦县。
- 民国二年（1913年），改和阗直隶州为和阗县。
- 民国四年（1915年），自和阗县析置墨玉县。
- 民国九年（1920年），设和阗道。
- 民国十七年（1928年），改和阗道为和阗行政区，设行政长官公署。
- 民国十八年（1929年），设策勒县。
- 民国三十二年（1943年），改和阗行政区为和阗专区，设行政督察专员公署。
- 民国三十六年（1947年），设民丰县。
- 1949年12月22日，中国人民解放军十五团抵达和阗。
- 1950年，設立和闐專區專員公署[23]。
- 1959年9月，改和阗为和田[1][2]。
- 1971年6月，改和田专区为和田地区。
- 1977年，建立和田地区行政公署。
- 1979年，建立和田行政公署。
- 1983年9月，自和田縣析置和田市。
- 2024年12月，中共中央、国务院批准新设和安县、和康县，由和田地区管辖[24]。

## 地理
和田地区南越昆仑山抵藏北高原，东部与巴音郭楞蒙古自治州毗连，北部与阿克苏地区相邻，西部连喀什地区，西南枕喀喇昆仑山与印度、巴基斯坦爭議之克什米尔接壤，东西长约670公里，南北宽约600公里，边界线264公里。总面积24.78万平方公里，其中山地占33.3%，沙漠戈壁占63%，绿洲仅占3.7%，且被沙漠和戈壁分割成大小不等的300多块。和田属干旱荒漠性气候，年均降水量只有35毫米，年均蒸发量高达2480毫米。境内有大小河流36条，其中喀拉喀什河、玉龙喀什河是最大的两条河流，年径流量73亿多立方米。北低南高，并由西向东缓倾。地势由北部的海拔1050米上升到南部山地7167米。山区、山地、北部平坦区界限分明，从地貌上粗略划分，一半为盆地，一半为山区山地。绿洲面积9730平方千米。和田地区南部昆仑高山成弧形横贯着东西，峰峦重叠，山势险峻。北坡为浅丘低山区，峡谷遍布，南坡则山势转缓。山脉高峰一般海拔为6000米左右，最高达7000米以上。由于气候干燥，荒漠高度一般达3300米，个别地段可达5000米，南北坡雪线分别在6000米和5500米以上。
和田地区境内有安迪尔河、尼雅河、克里雅河、策勒河、玉龙喀什河、喀拉喀什河、桑株河、皮山河、加勒万河、天南河、昌隆河、萨利吉勒干西河、奇普恰普河等大小河流36条，年径流量74亿立方米。河流季节反差极大，夏季洪涝，秋冬严重干旱，春季极为缺水，4-5月来水量仅占全年的7%。和田地区河流大都是内陆河。一般可划分为皮山、和田-墨玉-洛浦、策勒-于田-民丰及羌塘高原湖区等5个内流区。此外尚有印度洋流域的奇普恰普河外流区（年外流水量2.93亿立方米）。平原区有大小河流36条，引用灌溉和人畜饮水的有30条。
和田地区位于欧亚大陆腹地，帕米尔高原和天山屏障于西、北，西伯利亚的冷空气不易进入；南部的昆仑山、喀喇昆仑山阻隔了来自印度洋的暖湿气流，形成了暖温带极端干旱的荒漠气候，四季分明，夏季炎热，冬季冷而不寒，春季升温快而不稳定，常有倒春寒发生，多风沙天气，秋季降温快；全年降水稀少，光照充足，热量丰富，无霜期长，昼夜温差大。春季多沙暴、浮尘天气，夏季炎热干燥，年均降水量35毫米，年蒸发量2 480毫米。四季多风沙，每年沙尘天气220天以上，其中浓浮尘（沙尘暴）天气在60天左右，和田浮尘天气日数平均每年增加2.5天，全年无一、二类天气，三、四类天气28天，五类天气300天左右，月平均降尘量124吨/平方公里。全区大致可分为南部山区，绿洲平原区，北部沙漠区三种气候类型。
| 1981−2010年间和田市的平均气象数据                     | 1981−2010年间和田市的平均气象数据 | 1981−2010年间和田市的平均气象数据 | 1981−2010年间和田市的平均气象数据 | 1981−2010年间和田市的平均气象数据 | 1981−2010年间和田市的平均气象数据 | 1981−2010年间和田市的平均气象数据 | 1981−2010年间和田市的平均气象数据 | 1981−2010年间和田市的平均气象数据 | 1981−2010年间和田市的平均气象数据 | 1981−2010年间和田市的平均气象数据 | 1981−2010年间和田市的平均气象数据 | 1981−2010年间和田市的平均气象数据 | 1981−2010年间和田市的平均气象数据 |
| 月份                                                  | 1月                               | 2月                               | 3月                               | 4月                               | 5月                               | 6月                               | 7月                               | 8月                               | 9月                               | 10月                              | 11月                              | 12月                              | 全年                              |
| ----------------------------------------------------- | --------------------------------- | --------------------------------- | --------------------------------- | --------------------------------- | --------------------------------- | --------------------------------- | --------------------------------- | --------------------------------- | --------------------------------- | --------------------------------- | --------------------------------- | --------------------------------- | --------------------------------- |
| 平均高温 °C（°F）                                     | 1.3 (34.3)                        | 6.9 (44.4)                        | 15.8 (60.4)                       | 23.5 (74.3)                       | 27.8 (82.0)                       | 31.1 (88.0)                       | 32.6 (90.7)                       | 31.7 (89.1)                       | 27.4 (81.3)                       | 20.6 (69.1)                       | 11.6 (52.9)                       | 3.1 (37.6)                        | 19.5 (67.0)                       |
| 日均气温 °C（°F）                                     | −3.9 (25.0)                       | 1.3 (34.3)                        | 9.6 (49.3)                        | 16.8 (62.2)                       | 21.1 (70.0)                       | 24.3 (75.7)                       | 25.8 (78.4)                       | 24.9 (76.8)                       | 20.4 (68.7)                       | 13.2 (55.8)                       | 5.1 (41.2)                        | −2.2 (28.0)                       | 13.0 (55.5)                       |
| 平均低温 °C（°F）                                     | −8.2 (17.2)                       | −3.4 (25.9)                       | 4.0 (39.2)                        | 10.7 (51.3)                       | 15.2 (59.4)                       | 18.5 (65.3)                       | 20.0 (68.0)                       | 19.3 (66.7)                       | 14.5 (58.1)                       | 7.0 (44.6)                        | 0.0 (32.0)                        | −6.3 (20.7)                       | 7.6 (45.7)                        |
| 平均降水量 mm（）                                     | 1.9 (0.07)                        | 1.9 (0.07)                        | 2.5 (0.10)                        | 2.9 (0.11)                        | 7.2 (0.28)                        | 8.9 (0.35)                        | 7.2 (0.28)                        | 4.6 (0.18)                        | 3.6 (0.14)                        | 1.5 (0.06)                        | 0.5 (0.02)                        | 1.4 (0.06)                        | 44.1 (1.72)                       |
| 平均降水天数（≥ 0.1 mm）                              | 2.0                               | 1.7                               | 0.7                               | 1.1                               | 1.9                               | 2.6                               | 2.9                               | 1.8                               | 0.8                               | 0.3                               | 0.3                               | 1.2                               | 17.3                              |
| 平均相對濕度（％）                                    | 54                                | 44                                | 32                                | 29                                | 34                                | 38                                | 43                                | 44                                | 44                                | 41                                | 43                                | 54                                | 42                                |
| 月均日照時數                                          | 167.8                             | 163.9                             | 185.8                             | 208.3                             | 234.5                             | 253.2                             | 242.5                             | 231.2                             | 240.0                             | 260.5                             | 221.1                             | 178.2                             | 2,587                             |
| 可照百分比                                            | 55                                | 54                                | 50                                | 53                                | 54                                | 58                                | 54                                | 55                                | 65                                | 75                                | 72                                | 60                                | 58                                |
| 来源：中国气象局（1971−2000年间的降水天数和日照数据） |                                   |                                   |                                   |                                   |                                   |                                   |                                   |                                   |                                   |                                   |                                   |                                   |                                   |

## 政治

### 现任领导
| 机构     | · 中国共产党 · 和田地区委员会 · | 新疆维吾尔自治区人民代表大会 常务委员会 和田地区工作委员会 | 新疆维吾尔自治区人民政府 和田地区行政公署 | · 中国人民政治协商会议 · 新疆维吾尔自治区委员会 · 和田地区工作委员会 |
| 职务     | 书记                            | 主任                                                       | 专员                                      | 主任                                                                 |
| -------- | ------------------------------- | ---------------------------------------------------------- | ----------------------------------------- | -------------------------------------------------------------------- |
| 姓名     | 王鲁军                          | 艾尔肯·依不拉音                                            | 马合木提·吾买尔江                         | 阿合买提·巴拉提                                                      |
| 民族     | 汉族                            | 维吾尔族                                                   | 维吾尔族                                  | 维吾尔族                                                             |
| 籍贯     | 山东省平度市                    | 新疆维吾尔自治区阿克陶县                                   | 新疆维吾尔自治区察布查尔县                | 新疆维吾尔自治区奇台县                                               |
| 出生日期 | 1975年9月（49歲）               |                                                            | 1971年6月（54歲）                         | 1967年7月（57—58歲）                                                 |
| 就任日期 | 2025年3月                       | 2021年11月                                                 | 2022年                                    | 2024年1月                                                            |

### 行政区划
和田地区下辖1个县级市、9个县。
- 县级市：和田市
- 县：和田县、墨玉县、皮山县、洛浦县、策勒县、于田县、民丰县、和安县、和康县

## 人口

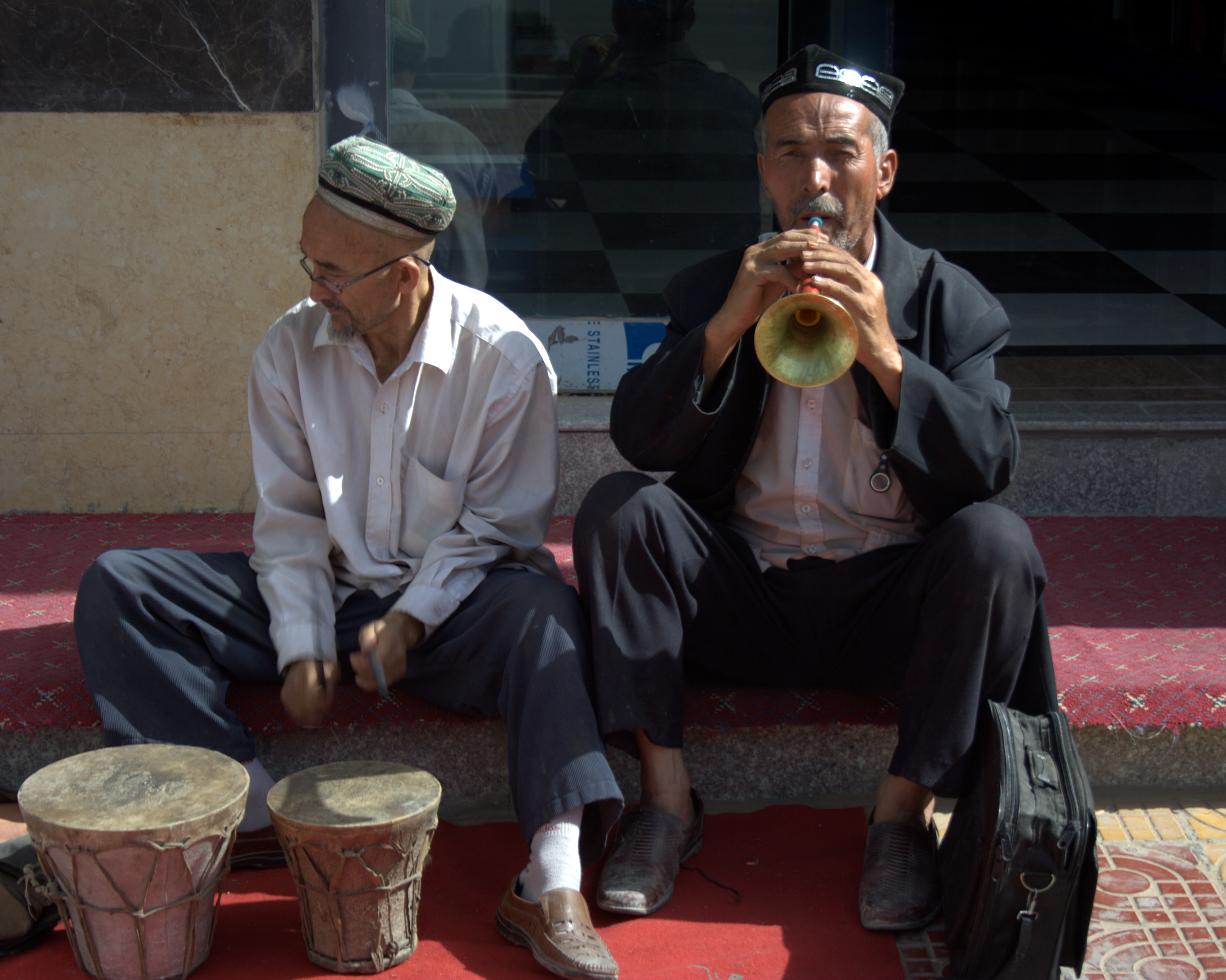
和田集市的街头艺人

根据2010年第六次全国人口普查，全地区常住人口为2014362人，同第五次全国人口普查相比，十年共增加333052人，增长19.81%。年平均增长率为1.82%。其中，男性人口为1028276人，占51.05%；女性人口为986086人，占48.95%。总人口性别比（以女性为100）为104.28。0－14岁人口为528320人，占26.23%；15－64岁人口为1398333人，占69.42%；65岁及以上人口为87709人，占4.35%。
根据2020年第七次全国人口普查，和田地区常住人口为2,441,231人，占全自治区人口的9.69%，相比下，2010年占全自治区人口的比例为9.23%。同第六次全国人口普查的2,014,362人相比，十年共增加了426,869人，增长21.19%，年平均增长率为1.94%。其中，男性人口为1,228,399人，占总人口的50.32%；女性人口为1,212,832人，占总人口的49.68%。总人口性别比（以女性为100）为101.28。0－14岁的人口为843,907人，占总人口的34.57%；15－59岁的人口为1,418,242人，占总人口的58.1%；60岁及以上的人口为179,082人，占总人口的7.34%，其中65岁及以上的人口为117,273人，占总人口的4.8%。居住在城镇的人口为659,879人，占总人口的27.03%；居住在乡村的人口为1,781,352人，占总人口的72.97%。

### 民族
常住人口中，汉族人口72279人，占总人口的3.59%，各少数民族人口1942083人，占总人口的96.41%。维吾尔族占96.3%、汉族占3.5%、其他民族占0.2%，有维吾尔、汉、回、塔吉克、柯尔克孜等22个民族成份。
| 民族名称                | 维吾尔族 | 汉族  | 回族 | 塔吉克族 | 柯尔克孜族 | 藏族 | 哈萨克族 | 土家族 | 蒙古族 | 彝族 | 其他民族 |
| ----------------------- | -------- | ----- | ---- | -------- | ---------- | ---- | -------- | ------ | ------ | ---- | -------- |
| 人口数                  | 1938316  | 72279 | 1189 | 972      | 868        | 97   | 85       | 70     | 65     | 58   | 363      |
| 占总人口比例（%）       | 96.22    | 3.59  | 0.06 | 0.05     | 0.04       | 0.00 | 0.00     | 0.00   | 0.00   | 0.00 | 0.02     |
| 占少数民族人口比例（%） | 99.81    | ---   | 0.06 | 0.05     | 0.04       | 0.00 | 0.00     | 0.00   | 0.00   | 0.00 | 0.02     |

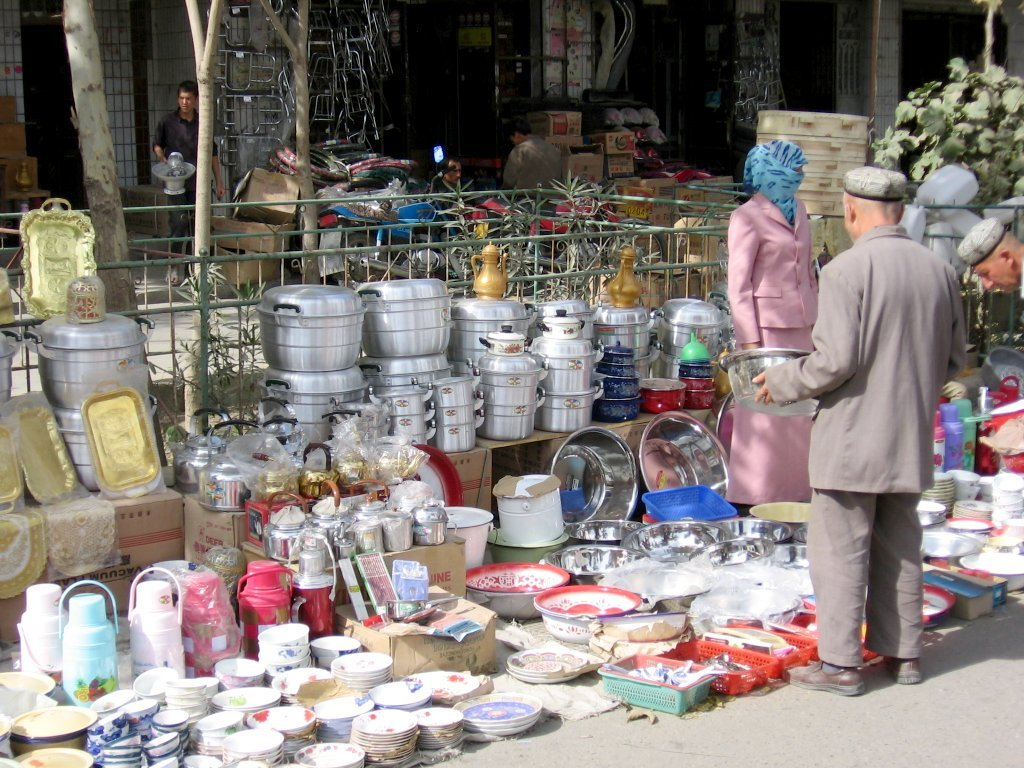
鐵器商場
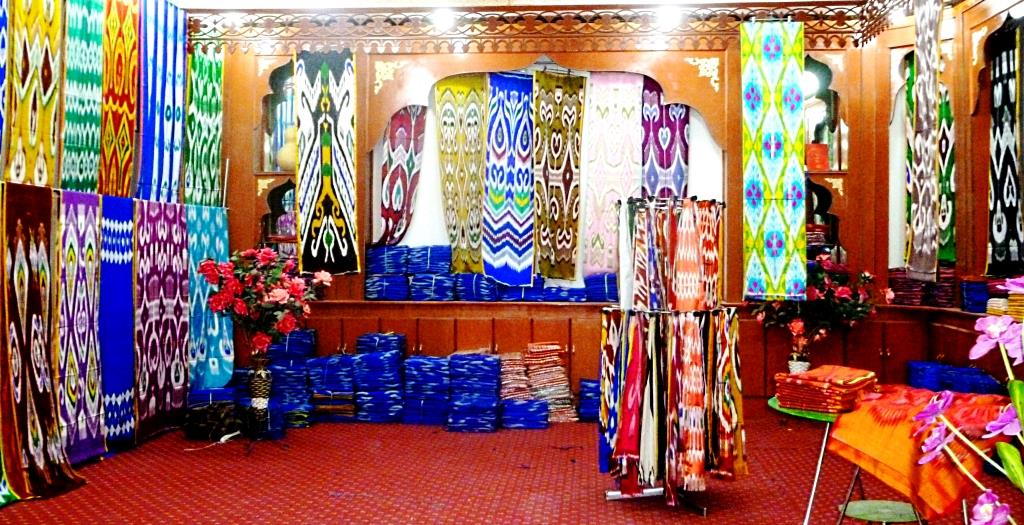
絲綢店
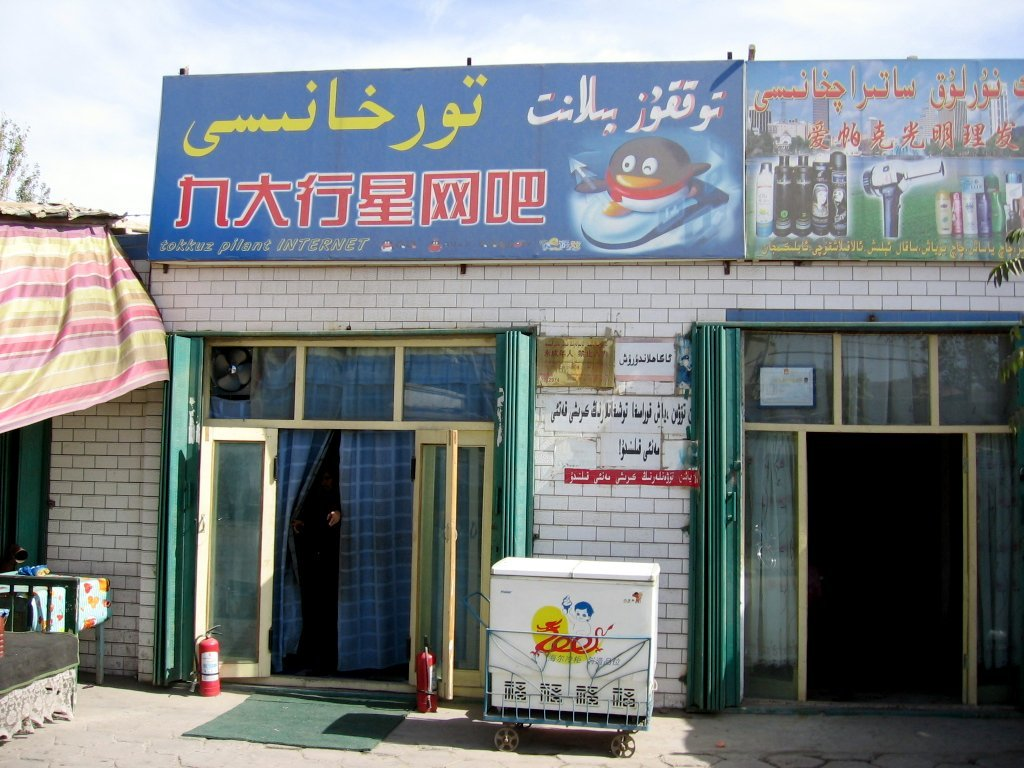
網咖街
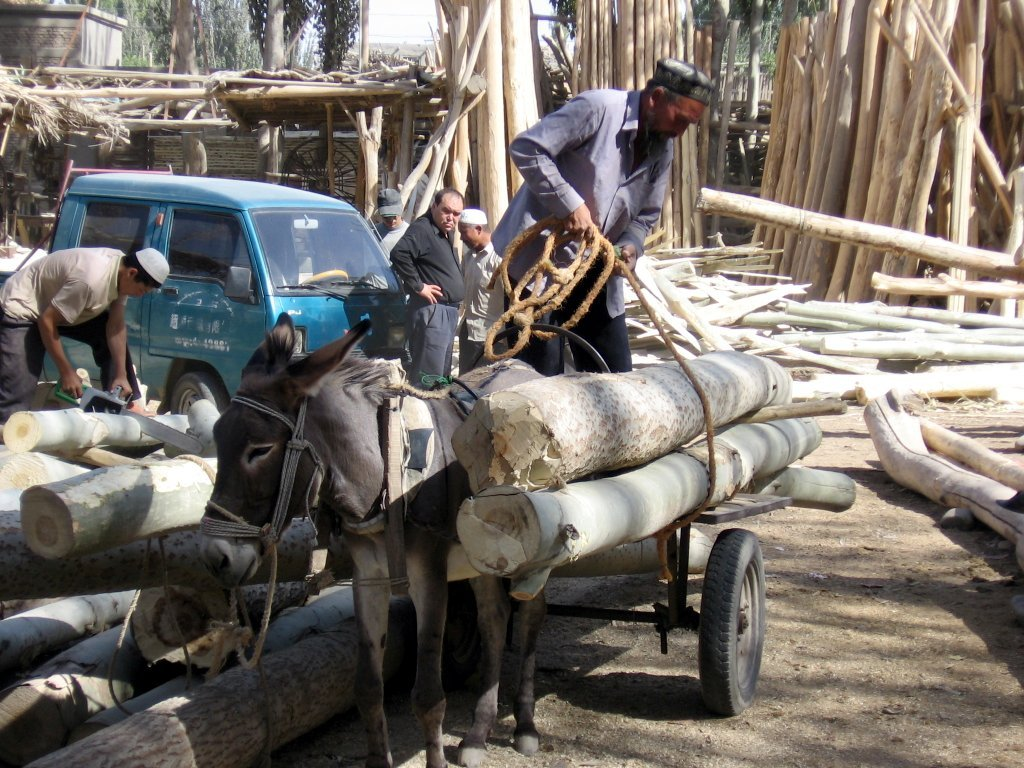
伐木業
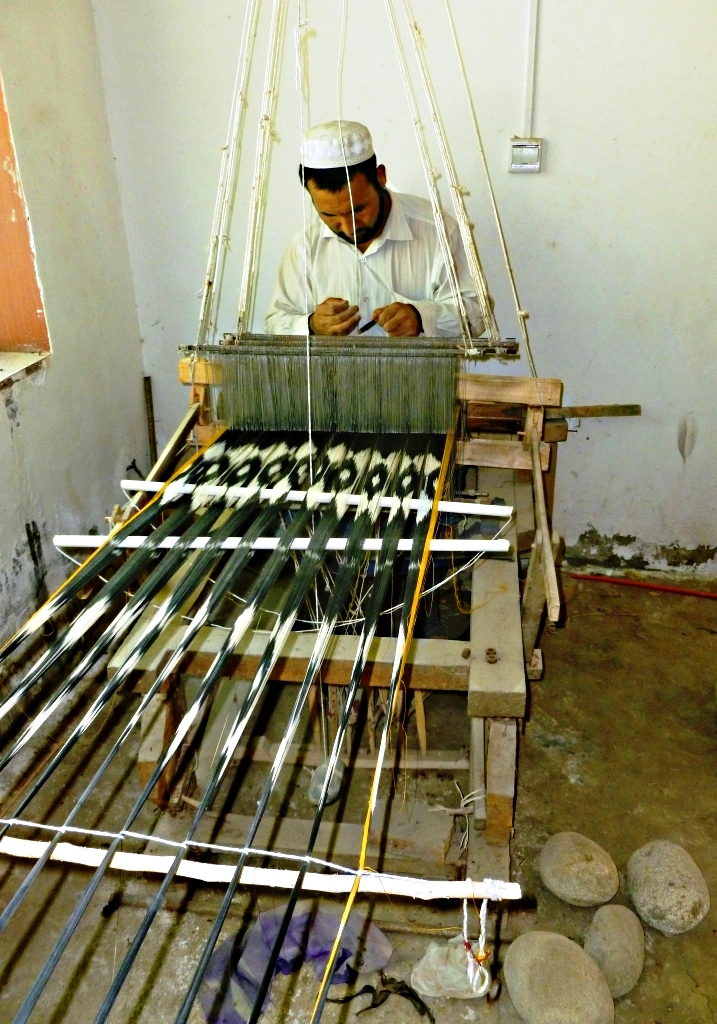
手工紡織業
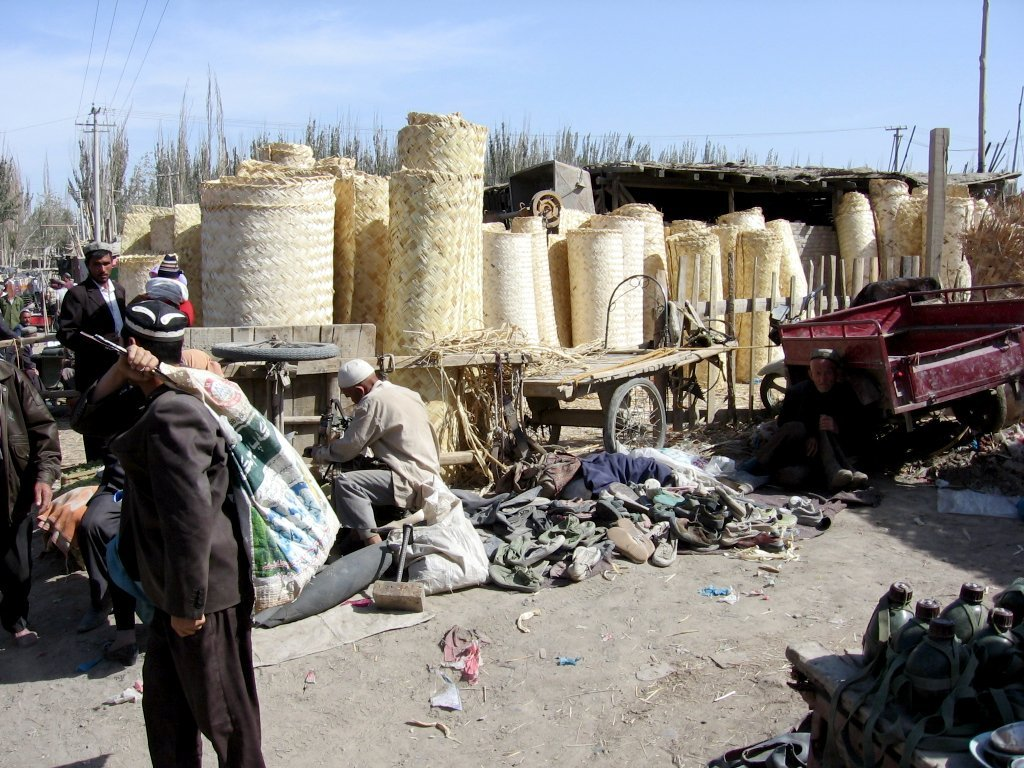
竹蓆市場
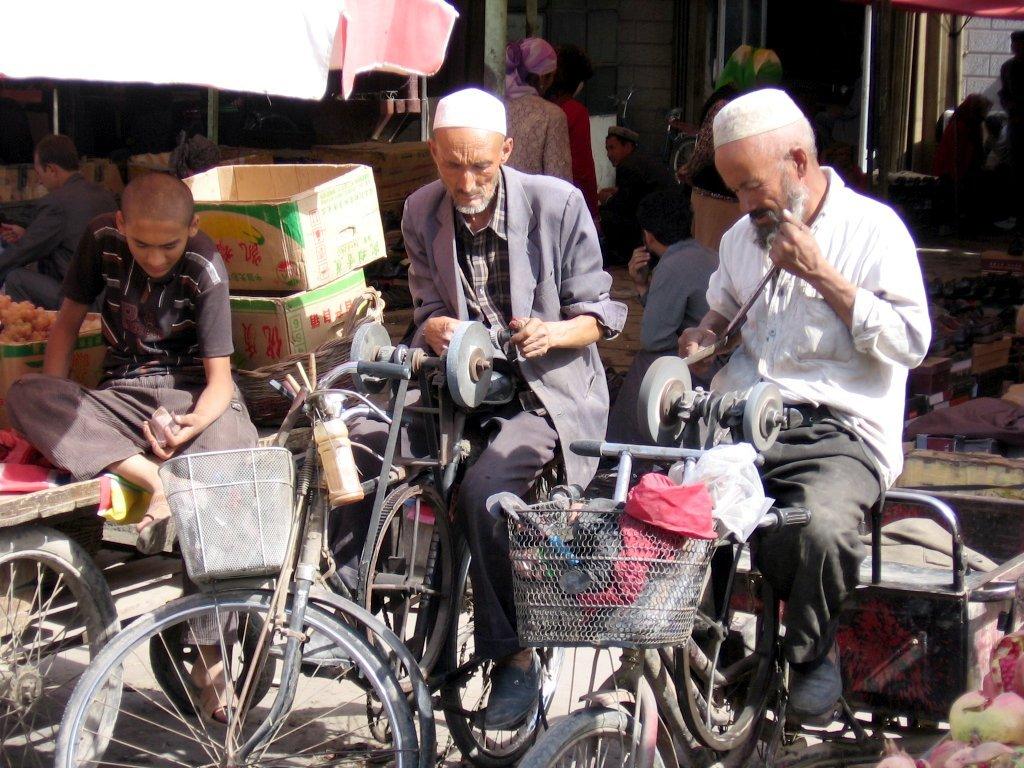
维吾尔族攤販

## 教育
- 新疆和田学院
- 新疆工业学院
- 和田职业技术学院
- 和田地区教育学院

## 交通
- 219国道過境。
- 315国道過境。

## 全国重点文物保护单位
- 尼雅遗址
- 圆沙古城
- 安迪尔古城遗址
- 热瓦克佛寺遗址
- 山普拉古墓群
- 丹丹乌里克遗址
- 麻扎塔格戍堡址
- 喀拉墩遗址
- 达玛沟佛寺遗址
- 于田艾提卡清真寺
- 吐尔迪·阿吉庄园